# تصادف (فیلم ۲۰۱۷)
تصادف (به انگلیسی: The Crash) فیلمی محصول سال ۲۰۱۷ و به کارگردانی آرام راپورت است. در این فیلم بازیگرانی همچون دیانا ایگران، مینی درایور، فرانک گریلو، جان لگویزمائو، ماری مک‌کورمک، کریستوفر مک‌دونالد، مگی کیو، آناسوفیا راب و اد وستویک ایفای نقش کرده‌اند.